# Tennistoernooi van Peking 2014
|                                          |  |                                      |
| Maria Sjarapova, winnares bij de vrouwen |  | Novak Đoković, winnaar bij de mannen |

Het tennistoernooi van Peking van 2014 werd van zaterdag 27 september tot en met zondag 5 oktober 2014 gespeeld op de hardcourtbanen van het China National Tennis Center, in het olympisch park van de Chinese hoofdstad Peking. De officiële naam van het toernooi was China Open.
Het toernooi bestond uit twee delen:
- WTA-toernooi van Peking 2014, het toernooi voor de vrouwen
- ATP-toernooi van Peking 2014, het toernooi voor de mannen

## Toernooikalender
| Peking            | september 2014 | september 2014 | september 2014 | september 2014 | oktober 2014 | oktober 2014 | oktober 2014 | oktober 2014 | oktober 2014 |
| Peking            | zat 27         | zon 28         | maa 29         | din 30         | woe 1        | don 2        | vrĳ 3        | zat 4        | zon 5        |
| ----------------- | -------------- | -------------- | -------------- | -------------- | ------------ | ------------ | ------------ | ------------ | ------------ |
| vrouwenenkelspel  | 1e ronde       | 1e ronde       | 1e ronde       | 2e ronde       | 2e ronde     | 3e ronde     | kwartfinale  | halve finale | finale       |
| vrouwendubbelspel | 1e ronde       | 1e ronde       | 1e ronde       | 2e ronde       | 2e ronde     | kwartfinale  | halve finale | finale       |              |
| mannenenkelspel   |                |                | 1e ronde       | 1e ronde       | 2e ronde     | 2e ronde     | kwartfinale  | halve finale | finale       |
| mannendubbelspel  |                |                | 1e ronde       | 1e ronde       | 1e ronde     | 2e ronde     | 2e ronde     | halve finale | finale       |

ATP-toernooi van Peking‎ – WTA-toernooi van Peking/Shanghai

2000 · 2001–2003 · 2004 · 2005 · 2006 · 2007 · 2008 · 2009 · 2010 · 2011 · 2012 · 2013 · 2014 · 2015 · 2016 · 2017 · 2018 · 2019 · 2020–2022 · 2023 · 2024